# Olivier Rousteing
Cet article possède un paronyme, voir Rostaing.
Olivier Rousteing, né le 13 septembre 1985 à Bordeaux, est un styliste français.
Entré chez Balmain en 2009 comme responsable de studio, il devient deux ans plus tard l'un des plus jeunes directeurs artistiques au monde et se fait rapidement connaître par ses créations ainsi que par son usage important des réseaux sociaux.

## Biographie
Né sous X et abandonné dans un orphelinat, issu d'une mère somalienne immigrée en France, âgée de 15 ans, et d'un père éthiopien de 25 ans, tous deux anonymes,,,, il est adopté à l'âge d'un an par un couple bordelais. Son père est directeur du port autonome de Bordeaux et sa mère assistante sociale. Olivier Rousteing grandit ainsi à Bordeaux.
Olivier Rousteing est bon élève. Il étudie à l'École supérieure des arts et techniques de la mode (ESMOD Bordeaux) durant quatre mois puis part voyager et revient faire des études de droit durant quelques semaines, pour faire plaisir à ses parents. « Je ne voulais pas décevoir mes parents. Et pour qu'ils soient fiers, j'étais le premier. »

### Débuts
Olivier Rousteing commence sa carrière à Rome pour un court stage. Il part à Florence. Alors qu'il vient avec son book chez Roberto Cavalli pour obtenir un stage, il finit par décrocher un travail comme styliste pour la marque,. Il est bientôt promu créateur pour les collections prêt-à-porter de la marque italienne. L’expérience dure plus de cinq ans et lui apporte une importante expérience.

### Balmain
En 2009, Olivier Rousteing est contacté par la maison Balmain. Il y décroche un poste de responsable du studio de création pour les collections prêt-à-porter femme de la marque française. Il travaille aux côtés de Christophe Decarnin, directeur artistique depuis 2010. Olivier Rousteing, dans la continuité de Decarnin, est reconnu pour ses créations à la fois rock et ultra-féminines, « l’héritage rock sexy de la marque ».
Le 26 avril 2011, à l’âge de 25 ans, Olivier Rousteing succède à Christophe Decarnin au poste de directeur artistique. Il supervise désormais le développement des collections femme et homme de la marque. Sa première collection prêt-à-porter est présentée en octobre 2011 à Paris, peu de mois après le départ de Christophe Decarnin, lors du défilé printemps-été 2012. Celle-ci est remarquée pour son anticonformisme, éloignée de son prédécesseur : « nos inspirations divergent. Il était plus rock, plus Bowie, plus années 1980 et pantalon alors que j'aime les robes courtes avec des références 2000 ». Vestes structurées à épaulettes, robes cloutées, teintes or et jambes dévoilées règnent sur les podiums, mais également des tendances sportswear et un mélange des genres d'inspirations variées. Il éloigne Balmain de l'esprit parisien de la mode, faisant faire à la marque « le grand écart » entre différents styles très marqués et internationaux.
Actif sur les réseaux sociaux, sa popularité se mesure notamment par celle de son compte Instagram, comptant plusieurs millions d'abonnés,,. Grâce aux nombreux selfies publiés sur les réseaux sociaux, mettant en scène sa vie quotidienne ou en compagnie de célébrités telles que Emmanuelle Alt, le clan Kardashian, Beyoncé, Rihanna, Jennifer Lopez et divers mannequins dont ceux de Victoria's Secret, Rousteing fait de Balmain une des marques française de tête sur les réseaux sociaux, aux côtés de Louis Vuitton ou Chanel. « C'est un moyen de ne pas m'enfermer […] Poster une photo de moi, chez moi, avec des amis, au bureau ou ailleurs dans le monde, c'est une manière d'exister » précise-t-il. La marque gagnant en notoriété depuis qu'Olivier en est à sa tête, désormais des tops models reconnues défilent pour la marque,.
En 2017, il collabore avec le danseur et chorégraphe Sébastien Berthaud pour concevoir les costumes du ballet Renaissance pour l'Opéra national de Paris. En 2018, Balmain collabore avec Beyoncé pour les costumes de scène de la chanteuse et de ses danseurs, durant la tournée On The Run II.
En 2021, Olivier Rousteing fête ses 10 ans à la tête de la maison Balmain en organisant un défilé-spectacle à La Seine Musicale. Il s'agit de la seconde édition du Balmain Festival dont la première édition s'était tenue en 2019 au Jardin des plantes à Paris. Pour l'occasion, Naomi Campbell ou encore Carla Bruni ont défilé pour présenter la collection printemps-été 2022 de la maison de couture française devant plusieurs milliers de personnes.
En 2022, Olivier Rousteing est invité par Jean Paul Gaultier à dessiner la collection haute couture. Chaque année ce dernier invite un créateur à réinventer les codes de la maison. Il succède ainsi à Glen Martens et Chitose Abe.

## Documentaire
En 2019, Wonder Boy, Olivier Rousteing, né sous X, un documentaire d'Anissa Bonnefont, sort au cinéma,.